# Vincenzo Scamozzi

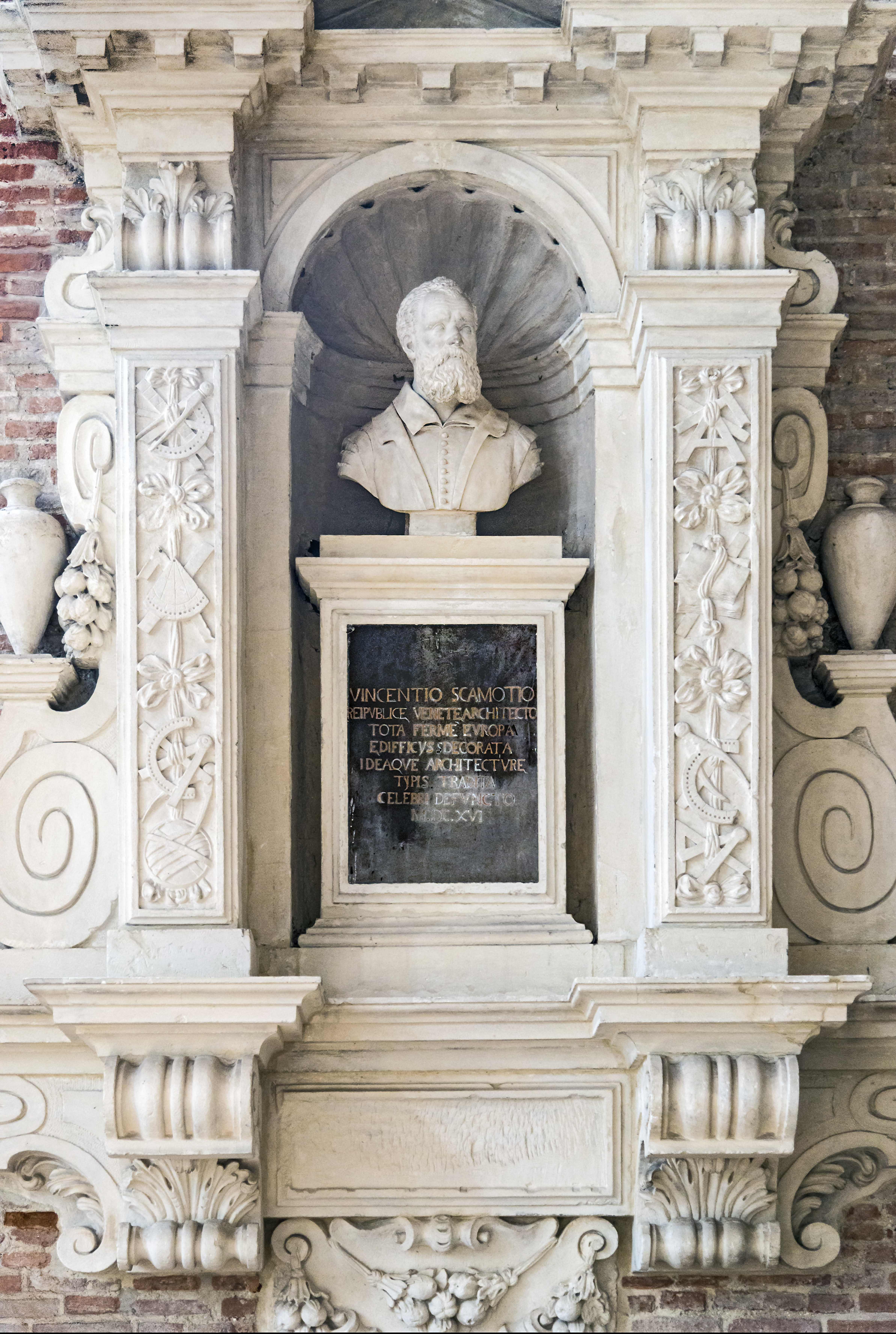
Pomnik Vincenzo Scamozzi

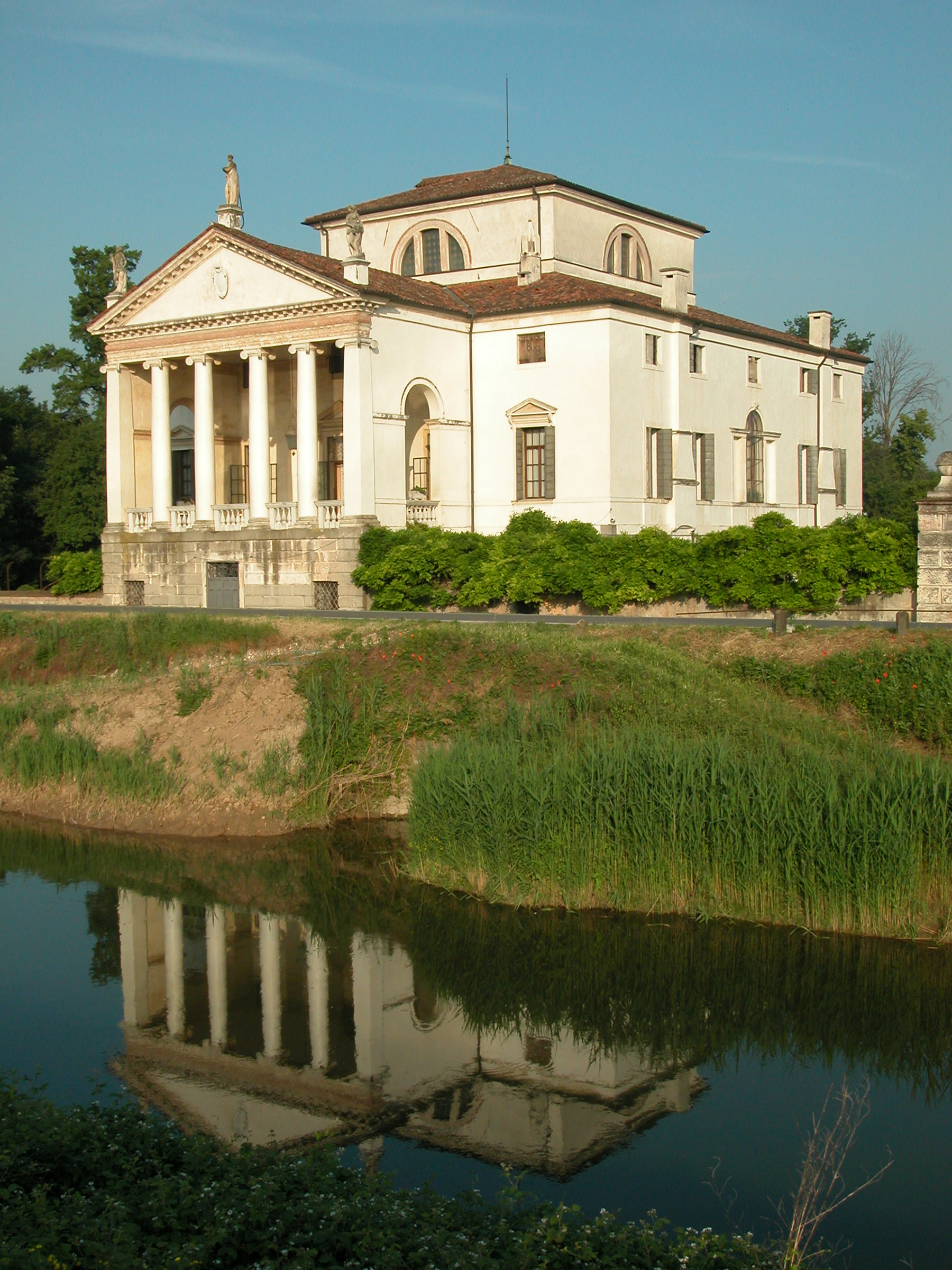
Villa Molin

Vincenzo Scamozzi (ur. 2 września 1548 w Vicenzy, zm. 7 sierpnia 1616 tamże) – włoski architekt i teoretyk architektury, pracujący głównie w okolicy Vicenzy i Wenecji w drugiej połowie XVI wieku i na początku wieku XVII. Tworzył w okresie pomiędzy Andrea Palladio i Baldassare Longhena, swoim uczniem.
Urodził się w Vicenzy, jego ojciec był mierniczym i budowniczym, a także pierwszym nauczycielem Vincenzo. Scamozzi przebywał w Rzymie w latach 1579–1580, następnie przeniósł się do Wenecji w 1581. W roku 1600 odwiedził Francję, gdzie szkicował interesujące go przykłady architektoniczne. Szkicownik został odnaleziony dopiero w 1960 roku.
Jest także autorem jedej z ostatnich w okresie renesansu prac z teorii architektury, L’Idea della Architettura Universale z 1615 roku.